# Roger Decock
Roger Decock (født 20. april 1927 i Izegem, død 30. maj 2020) var en belgisk landevejscykelrytter som vandt Paris-Nice i 1951 og Flandern Rundt i 1952.